# Kajínek
Kajínek – czeski dramat kryminalny z 2010 roku w reżyserii Petra Jákla, oparty na faktach z życia przestępcy Jirziego Kajínka.

## Fabuła
Młoda prawniczka próbuje udowodnić, że tytułowy bohater nie dopuścił się podwójnego morderstwa, o co jest oskarżany. 

## Obsada
- Konstantin Ławronienko jako Jiří Kajínek
- Tatiana Vilhelmová jako Klára Pokorová
- Bogusław Linda jako Doležal
- Michal Dlouhý jako Lecko
- Werner Daehn jako Perner
- Vladimír Dlouhý jako Novotný
- Václav Bárta jako Křížek
- Deana Horváthová jako Sędzina Gorecká
- Ken Duken jako Bukovský
- Hynek Cermak jako Klawisz Pakosta
- Jana Krausová jako Doležalová
- Alice Bendová jako Křížková
- Daniel Daden Svoboda jako dowódca antyterrorystów

## Produkcja
Zdjęcia kręcono w Pradze, w więzieniu w Mírovie (kraj ołomuniecki) oraz w okolicach Pilzna (więzienie Borská).